# Lithacodia varicolora
Lithacodia varicolora là một loài bướm đêm trong họ Noctuidae.